# روری مک‌دونالد
روری مک‌دونالد (انگلیسی: Rory MacDonald؛ زادهٔ ۲۲ ژوئیهٔ ۱۹۸۹) ورزشکار هنرهای رزمی ترکیبی اهل کانادا است. وی از سال ۲۰۰۵ میلادی تاکنون مشغول فعالیت بوده‌است.